# Президент міста
Прези́дент мі́ста — посада в міському управлінні, поширена в Німеччині, Швейцарії та Польщі. Функції президента міста в цих країнах відрізняються.
Президент міста в Польщі — представник органу виконавчої влади гміни, якого вибирає населення на безпосередніх виборах на термін 4 роки, відповідник бурмістра (війта). У містах на правах повіту президент міста виконує функції старости. Посада президента міста існує у великих (від 100 000 мешканців) або історичних містах. У міських повітах виконавчим органом влади, підпорядкованим президенту, є міське відомство, яке поточно часто називається магістратом або ратушею.
У деяких містах Німеччини, Австрії та Швейцарії президент міста — представник міської ради, тоді як мер — начальник управління.